# 牽牛花
牽牛（学名：Ipomoea nil）屬旋花科番薯屬，有些地区称它喇叭花，而日本人称其为朝顏（朝顔、あさがお），原產地亞熱帶亞洲、北美洲。

## 形态
一年或多年生缠绕草本植物，或称藤本植物，全株具有短毛。因此種植牽牛花一般在春天播種，夏秋開花，其品種很多，花的顔色有藍、緋紅、桃紅、紫等，亦有複色品种，花瓣邊缘的變化較多，是常見的觀賞植物。果實卵球形，可以入藥。
牽牛葉子通常三裂，基部心形。花呈白色、紫紅色或紫藍色，漏斗狀，雄蕊5枚，长度不一，花丝基部被柔毛，萼片5枚，雌蕊1枚，子房3室，柱头头状。花期以夏季最盛。種子具有藥用價值。
牵牛的近缘种包括圆叶牵牛、变色牵牛等。

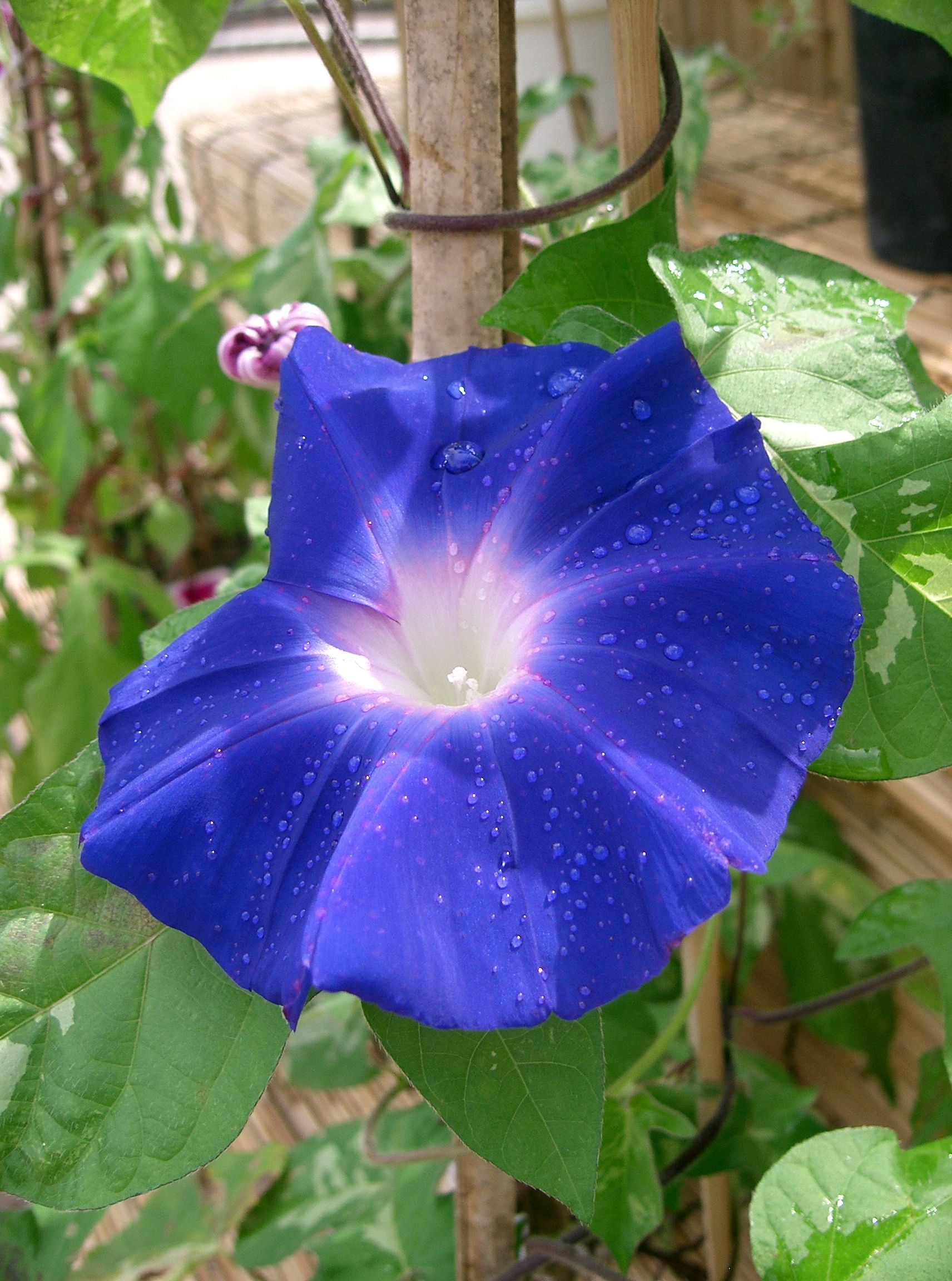
栽培种
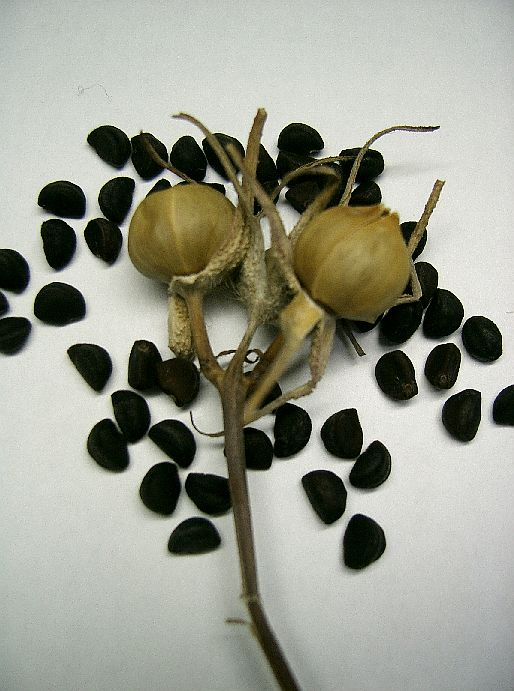
牽牛子
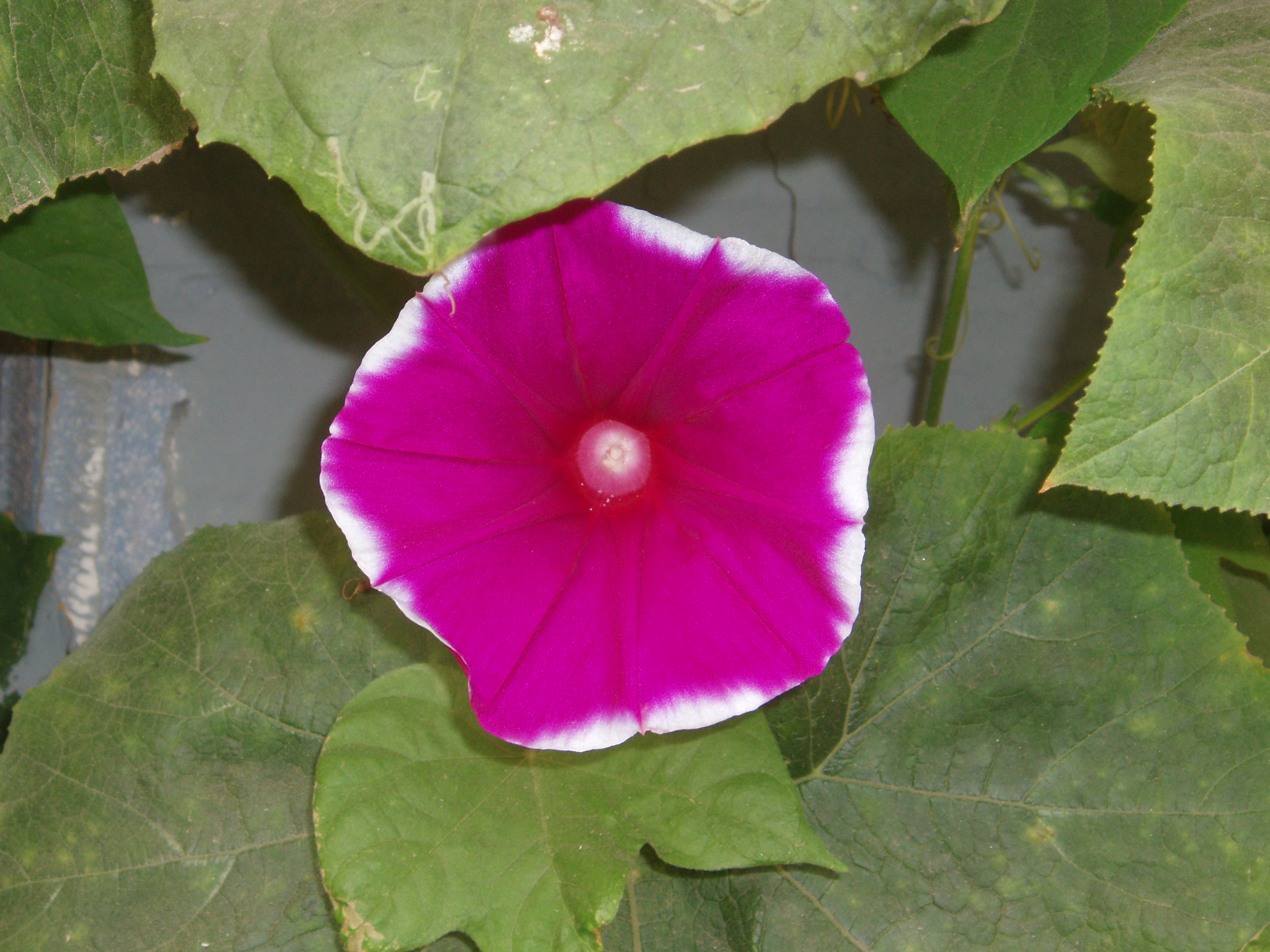

## 名稱由來
南朝醫學家陶弘景所輯的《名醫別錄》載：「此藥始出山野牽牛謝藥」。
牽牛花的名稱由來有兩個說法：
一是根據唐慎微《證類本草》記載，有一農夫因為服用牽牛花種子而治好痼疾，感激之餘牽著自家的水牛，到田間蔓生牽牛花的地方謝恩；另一種說法是因為牽牛花的花朵內有星形花紋，花期又與牛郎織女星相會的日期相同，故而稱之。

## 药用
牽牛花是有毒植物，不可胡亂食用。作為中藥用的是牽牛的种子，中藥名為“牽牛子”，别名二丑、黑丑（表面灰黑色）、白丑（表面淡黄白色），主要来源是裂葉牽牛和圓葉牽牛兩個品種。
性味：
性寒，味苦
功用：
歸肺、腎、大腸經；有小毒；瀉水，驅蟲。
主治：
適用於腹水、腹脹便秘、蛔蟲病等。
牽牛子含棕櫚酸、赤霉素甲3、赤霉素甲20、赤霉素甲26、甲27，牽牛子酸丙、丁等。雖有小毒，但可治水腫、痰滿喘咳、便秘、蛔蟲、腳氣等症。孕婦及氣虛脾虛者忌服。
有毒部位： 全草有小毒，種子毒性強。 
中毒症狀： 幼兒或家畜誤食，有四肢無力、頭昏、食慾不振等症狀。 
急救方法： 催吐 
分佈： 全台低海拔山野及荒地皆有分布，嘉義以南縣市尤多，各離島上也十分常見。 
用途： 可栽培供觀賞。

## 文化
2008年3月14日，香港郵政推出主題為「香港花卉」的特別郵票，其中5元的郵票圖案為牽牛花。
2012年5月20日，新成立的中華民國文化部（文建會改制）以牽牛花為部徽，象徵文化草根性。

## 外部連結
- 维基共享资源上的相關多媒體資源：牽牛花
- 維基物種上的相關：牽牛花
- Jepson Manual Treatment （页面存档备份，存于）
- Aluka Species Profile
- HEAR Species Profile （页面存档备份，存于）

- 裂葉牽牛 Lieyeqianniu （页面存档备份，存于）  藥用植物圖像數據庫 (香港浸會大學中醫藥學院) （中文）（英文）
- 牽牛子 中藥材圖像數據庫  (香港浸會大學中醫藥學院) （中文）（英文）